# Windsogsicherung
Als Windsogsicherung am Steildach werden Maßnahmen zur mechanischen Befestigung von Gegenständen oder Bauteilen am Steildach bezeichnet, um diese gegen die abhebenden Kräfte des Windes, den negativen Winddruck (Windsog), zu sichern. Im Detail bezieht sich dieser Artikel auf die Windsogsicherung von kleinformatigen Deckwerkstoffen, insbesondere Dachziegel und Dachsteine auf geneigten Dachflächen.
Um die auftretenden Kräfte durch den Windsog aufnehmen zu können, werden Dachziegel und Dachsteine in einem windsogsicheren System verlegt.

## Beschreibung

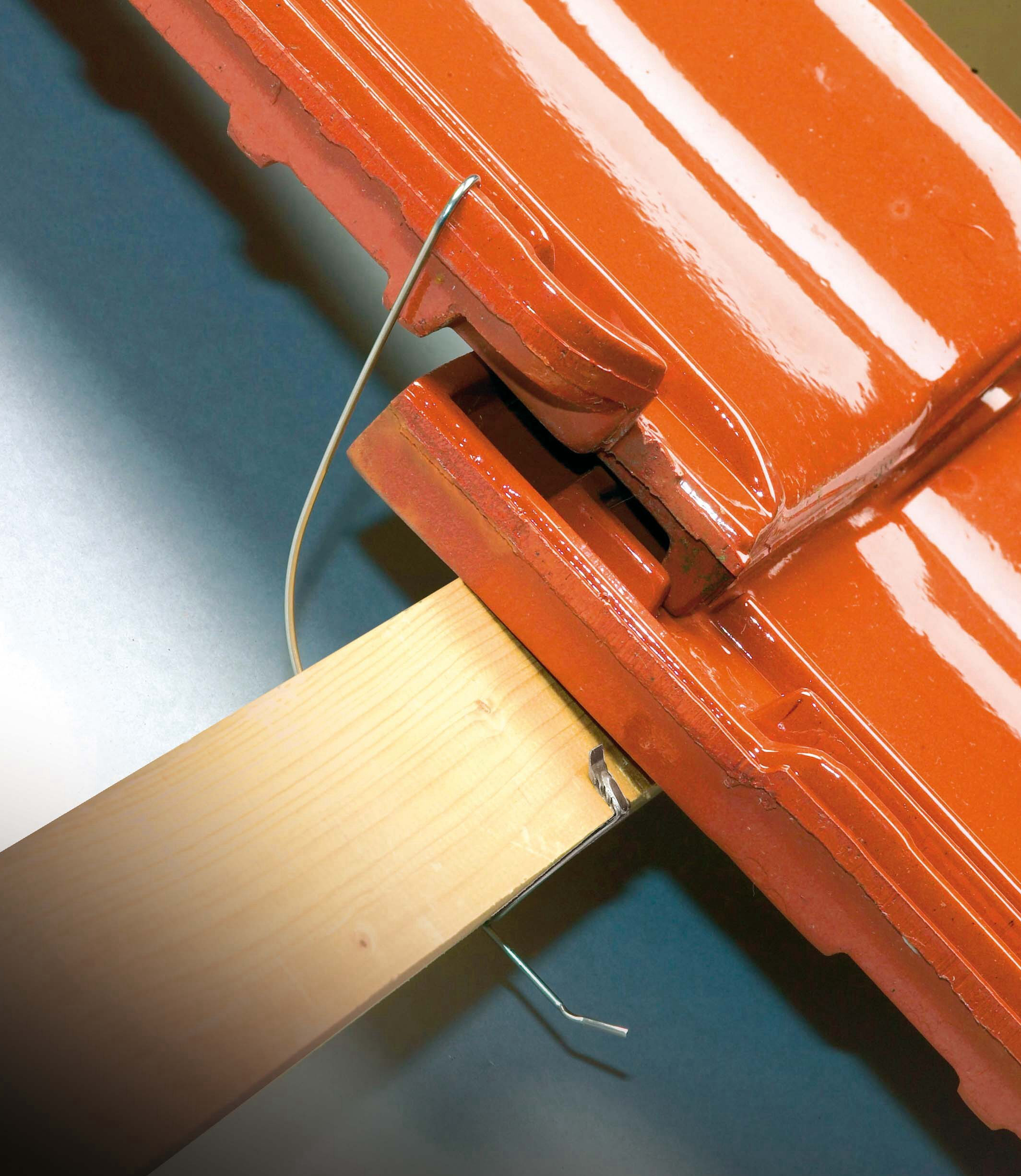
Windsogsicherungssystem, bestehend aus Dachlattung, Pfanne und Befestigung

Unter einem Windsogsicherungssystem versteht man das Zusammenspiel einzelner Komponenten, um dem Windsog entgegenzuwirken. Das System besteht aus einer Unterkonstruktion (z. B. Dachlatte), einem Eindeckmaterial (z. B. Dachpfanne) und einer Befestigung (z. B. Sturmklammer). In einer Systemprüfung nach DIN EN 14437 wird die jeweilige Kombination getestet. Anhand vorgeschriebener Versagenskriterien wird das Verhältnis Befestigung zum Ziegel, Ziegel zur Dachlatte und Befestigung zur Latte beurteilt. Das Ergebnis der Prüfung ist zum einen die Kraft, die eine Befestigung dem Windsog entgegenhalten kann. Diese Kraft nennt man Bemessungslast. Zum anderen ergibt sich eine Gesamtkraft pro m². Diese resultiert aus der Anzahl Befestigungen und dem Eigengewicht der Eindeckung.

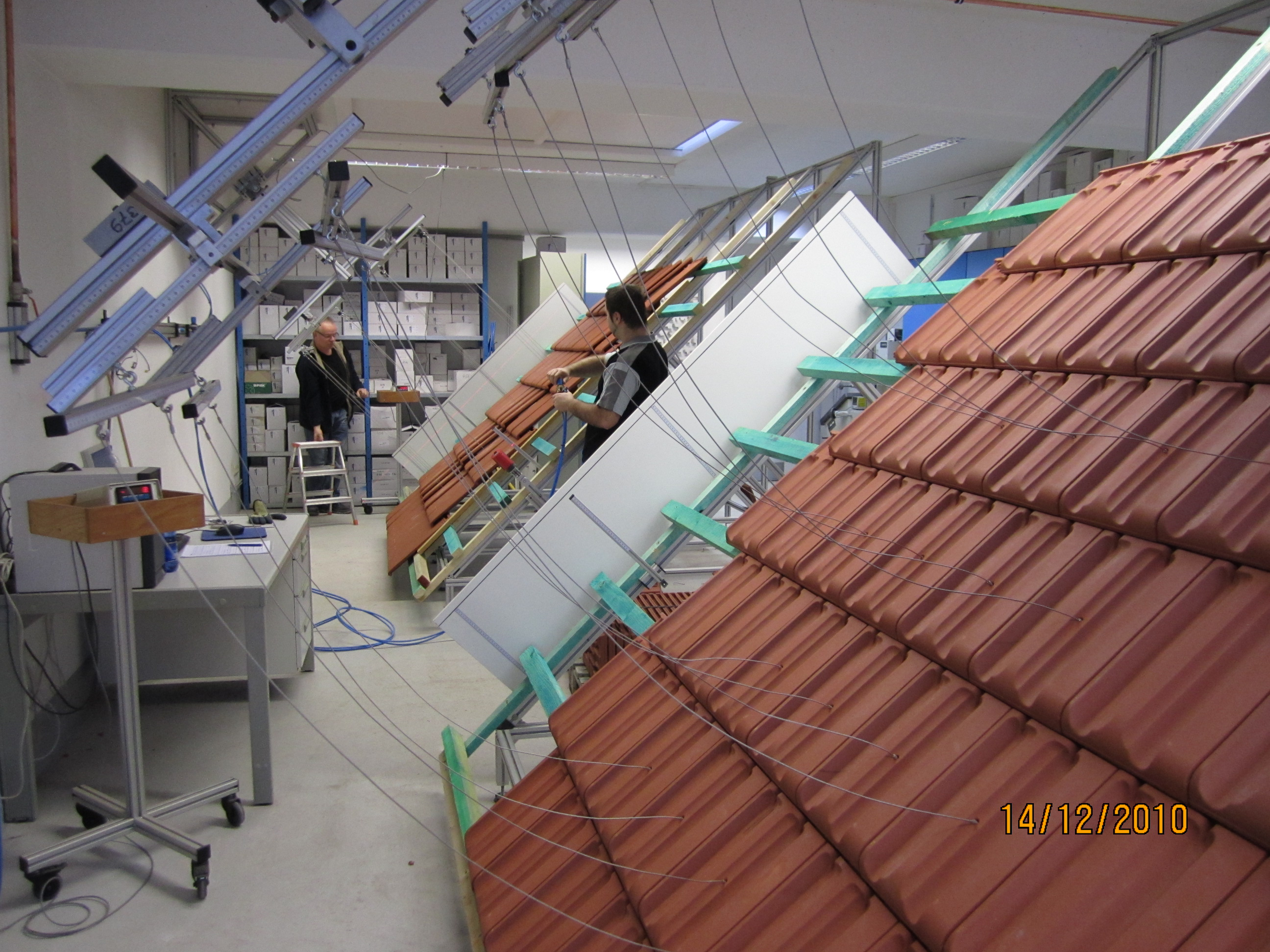
Prüfanlage der Firma Friedrich Ossenberg-Schule GmbH + Co KG, um Sturmklammern nach DIN EN 14437 zu prüfen

Jede Bemessungslast bezieht sich auf dieses Zusammenspiel. Eine Sturmklammer gleicher Ausführung kann für unterschiedliche Dachpfannen genutzt werden, die Bemessungslast jedoch muss im Prüfverfahren für jede Dachpfanne neu ermittelt werden.

## Ausführungen der Windsogsicherung
Eine Windsogsicherung kann durch vier verschiedene Ausführungen erreicht werden.
1. Ohne Befestigung.
2. Jede dritte Dachpfanne wird befestigt.
3. Jede zweite Dachpfanne wird befestigt.
4. Jede Dachpfanne wird befestigt.

### Wann wird keine Befestigung benötigt?

Verlegeschema: Keine Pfanne muss befestigt werden.

In manchen Teilbereichen einer Dachfläche kann die Windlast so gering sein, dass bereits das Flächengewicht der Eindeckung ausreicht, um die Lasten aufnehmen zu können. Die Hersteller von Dachziegeln und Dachsteinen zeigen zu den verschiedensten Dachpfannen die entsprechenden Flächengewichte der Deckung an, die sich aus dem Eigengewicht einer Dachpfanne ergeben. Dieser Wert wird als gd,┴ bezeichnet. Das Flächengewicht ist dann für eine Windsogsicherheit ausreichend, wenn das Gewicht gleich der oder im besten Fall größer als die Windlast ist. Da das Flächengewicht lotrecht ermittelt wird, muss mit der Multiplikation von cos(DN°) die entsprechende Dachneigung des zu berechnenden Objektes berücksichtigt werden.
Die Formel hierfür ist: {\displaystyle g_{d,\alpha }=g_{d,\perp }\cdot \cos(\alpha )}
So kann das Flächengewicht unter Berücksichtigung der Dachneigung den Windlasten aus den einzelnen Dachbereichen gegenübergestellt und festgestellt werden, wo es ausreichend ist.

### Jede dritte Dachpfanne wird befestigt

Verlegeschema 1:3. Jede dritte Pfanne wird befestigt.

Die Gegenüberstellung wird deutlich machen, dass nur in einzelnen wenigen oder keinem Bereich das Eigengewicht ausreicht. Für alle anderen Bereiche muss die Verwendung einer mechanischen Befestigung geprüft werden. Es gibt dabei verschiedene Arten von mechanischen Befestigungen, mit denen eine Dacheindeckung gesichert werden kann.
Bislang hat sich die Windsogsicherung durch eine Befestigung mit Sturmklammern weitestgehend bewährt. Wenn kein Abhebewiderstand nach EN 14437 für eine Verklammerung jeder dritten Dachpfanne ermittelt wurde, darf das Eigengewicht der unbefestigten Eindeckung um 30 % erhöht werden.
Die Formel lautet: {\displaystyle g_{d,\alpha ;1:3}=g_{d,\perp }\cdot \cos(\alpha )\cdot 1{,}3}.
Dieser Wert wird den Windlasten aus den noch nicht gesicherten Dachbereichen gegenübergestellt. So wird deutlich, wo die Befestigung jeder dritten Dachpfanne ausreicht. Wurde ein Abhebewiderstand in einer Systemprüfung für das Verlegeschema 1:3 (jede dritte Dachpfanne ist diagonal befestigt) ermittelt, ist dieser in der Berechnung anzusetzen.

### Jede zweite Dachpfanne wird befestigt

Verlegeschema 1:2. Jede zweite Pfanne wird befestigt.

In den Bereichen, in denen die Befestigung jeder dritten Dachpfanne noch keinen ausreichenden Widerstand erreicht, wird nun geprüft, welchen Abhebewiderstand die Verklammerung jeder zweiten Dachpfanne bietet. Mit Hilfe der Bemessungslast, die in einem Prüfverfahren nach DIN EN 14437 ermittelt wurde, errechnet man den Abhebewiderstand Rd,α;1:2. Dieser gibt den Widerstand der teilweise befestigten Dachpfannen in KN/m² an.
Berechnung des Abhebewiderstandes
Zuerst wird die Anzahl der Klammern je m² mit der Bemessungslast multipliziert. Dann wird das in der Prüfung unter 45° errechnete Eigengewicht der Dachpfannen in KN/m² auf die tatsächliche Dachneigung angepasst, indem cosDN durch cos45° dividiert und mit dem Gewicht in KN/m² multipliziert wird. Jetzt werden beide Ergebnisse addiert und ergeben den Abhebewiderstand {\displaystyle R_{d,\alpha ;1:2}} in KN/m².
Die Formel ist: {\displaystyle R_{d,\alpha ;1:2}=m_{\text{fixing}}\cdot R_{d,f}+W_{k,d}\cdot {\frac {\cos(\alpha )}{\cos(45^{^{\circ }})}}}.

### Jede Dachpfanne wird befestigt

Verlegeschema 1:1. Jede Pfanne muss befestigt werden.

Je nach Gebäudegeometrie, Schichtaufbau, topographischer oder geographischer Lage ist es möglich, dass auch eine 1:2-Verklammerung nicht in allen Bereichen ausreicht. Um eine Bemessungslast für eine Verklammerung jeder Dachpfanne angeben zu können, darf die im Prüfverfahren ermittelte Bemessungslast durch die Erhöhung der Klammeranzahl je m² auf dieselbe Anzahl wie Dachpfannen m² für die Berechnung verwendet werden. Ist eine Bemessungslast aus einer separaten Prüfung, in der jede Dachpfanne befestigt wurde, vorhanden, so ist mit dieser zu rechnen.
Die Formel ist: {\displaystyle R_{d,\alpha ;1:1}=m_{\text{fixing}}\cdot R_{d,f}+W_{k,d}\cdot {\frac {\cos(\alpha )}{\cos(45^{^{\circ }})}}.}
Der Nachweis einer Verklammerung jeder Dachpfanne kann nun geprüft werden. Zu beachten ist, dass es sich um dieselbe Formel wie bei einer 1:2-Verklammerung handelt, jedoch wird bei {\displaystyle m_{\text{fixing}}} ein höherer Wert eingetragen.

## Hinweis zur Windsogberechnung
Der Verarbeiter steht immer wieder vor folgenden Fragen:
- Welche Klammer wird benötigt und ist sie fachregelgerecht?
- Wann und in welchen Dachbereichen muss geklammert werden?
- Wie viele Klammern werden benötigt?

Unter Angabe der entsprechenden Objektdaten erhält der Nutzer folgende Ergebnisse:
- die Anzeige aller aktuell zugeordneten Sturmklammern für die ausgewählte Dachpfanne
- eine genaue Angabe, ob und wie in welchen Dachbereichen geklammert werden muss
- die Ermittlung der Streifenbreite
- eine Stückzahlberechnung für die einzelnen Dachbereiche

Zur einfacheren Ermittlung der passenden Windsogsicherung bieten verschiedene Hersteller von Dacheindeckungen Programme zur Windsogberechnung an.